# 7.ª etapa de la Vuelta a España 2024
La 7.ª etapa de la Vuelta a España 2024 tuvo lugar el 23 de agosto de 2024 y consistió en una etapa escarpada con inicio en la ciudad de Archidona y final en Córdoba sobre un recorrido de 180,5 km. Esta fue ganada por el belga Wout van Aert del Team Visma-Lease a Bike, el australiano Ben O'Connor del Decathlon AG2R La Mondiale Team consiguió mantener el liderato.

## Clasificación de la etapa[2]
| Archidona - Córdoba | etapa escarpada | (180,5 km) |

| \| Clasificación de la etapa \| Clasificación de la etapa \| Clasificación de la etapa \| Clasificación de la etapa \| Clasificación de la etapa \| \| Ciclista \| Ciclista \| Equipo \| Tiempo \| \| \| ------------------------- \| ------------------------- \| -------------------------- \| ------------------------- \| ------------------------- \| \| 1.º \| Wout van Aert \| Team Visma \\| Lease a Bike \| 4 h 15 min 39 s \| \| \| 2.º \| Mathias Vacek \| Lidl-Trek \| + 0 s \| \| \| 3.º \| Pau Miquel \| Equipo Kern Pharma \| + 0 s \| \| \| 4.º \| Stefan Küng \| Groupama-FDJ \| + 0 s \| \| \| 5.º \| Quinten Hermans \| Alpecin-Deceuninck \| + 0 s \| \| \| 6.º \| Quentin Pacher \| Groupama-FDJ \| + 0 s \| \| \| 7.º \| Lorenzo Rota \| Intermarché-Wanty \| + 0 s \| \| \| 8.º \| Harold Tejada \| Astana Qazaqstan Team \| + 0 s \| \| \| 9.º \| Max Poole \| Team dsm-firmenich PostNL \| + 0 s \| \| \| 10.º \| George Bennett \| Israel-Premier Tech \| + 0 s \| \| |                 |                            |                 |
| |                 |                            |                 |
| Fuente: ProCyclingStats |                 |                            |                 |
| Clasificación de la etapa |                 |                            |                 |
| Ciclista | Ciclista        | Equipo                     | Tiempo          |
| 1.º | Wout van Aert   | Team Visma \| Lease a Bike | 4 h 15 min 39 s |
| 2.º | Mathias Vacek   | Lidl-Trek                  | + 0 s           |
| 3.º | Pau Miquel      | Equipo Kern Pharma         | + 0 s           |
| 4.º | Stefan Küng     | Groupama-FDJ               | + 0 s           |
| 5.º | Quinten Hermans | Alpecin-Deceuninck         | + 0 s           |
| 6.º | Quentin Pacher  | Groupama-FDJ               | + 0 s           |
| 7.º | Lorenzo Rota    | Intermarché-Wanty          | + 0 s           |
| 8.º | Harold Tejada   | Astana Qazaqstan Team      | + 0 s           |
| 9.º | Max Poole       | Team dsm-firmenich PostNL  | + 0 s           |
| 10.º | George Bennett  | Israel-Premier Tech        | + 0 s           |

## Clasificaciones al final de la etapa

### Clasificación general[3]
| \| Clasificación general \| Clasificación general \| Clasificación general \| Clasificación general \| Clasificación general \| \| Ciclista \| Ciclista \| Equipo \| Tiempo \| \| \| --------------------- \| --------------------- \| -------------------------- \| --------------------- \| --------------------- \| \| 1.º \| Ben O'Connor \| Decathlon-AG2R La Mondiale \| 27 h 44 min 07 s \| \| \| 2.º \| Primož Roglič \| Red Bull-Bora-Hansgrohe \| + 4 min 45 s \| \| \| 3.º \| João Almeida \| UAE Team Emirates \| + 4 min 59 s \| \| \| 4.º \| Enric Mas \| Movistar Team \| + 5 min 23 s \| \| \| 5.º \| Cristián Rodríguez \| Arkéa-B&B Hotels \| + 5 min 26 s \| \| \| 6.º \| Antonio Tiberi \| Bahrain Victorious \| + 5 min 29 s \| \| \| 7.º \| Lennert Van Eetvelt \| Lotto Dstny \| + 5 min 32 s \| \| \| 8.º \| Florian Lipowitz \| Red Bull-Bora-Hansgrohe \| + 5 min 35 s \| \| \| 9.º \| Felix Gall \| Decathlon-AG2R La Mondiale \| + 5 min 38 s \| \| \| 10.º \| Mattias Skjelmose \| Lidl-Trek \| + 5 min 49 s \| \| |                     |                            |                  |
| |                     |                            |                  |
| Fuente: ProCyclingStats |                     |                            |                  |
| Clasificación general |                     |                            |                  |
| Ciclista | Ciclista            | Equipo                     | Tiempo           |
| 1.º | Ben O'Connor        | Decathlon-AG2R La Mondiale | 27 h 44 min 07 s |
| 2.º | Primož Roglič       | Red Bull-Bora-Hansgrohe    | + 4 min 45 s     |
| 3.º | João Almeida        | UAE Team Emirates          | + 4 min 59 s     |
| 4.º | Enric Mas           | Movistar Team              | + 5 min 23 s     |
| 5.º | Cristián Rodríguez  | Arkéa-B&B Hotels           | + 5 min 26 s     |
| 6.º | Antonio Tiberi      | Bahrain Victorious         | + 5 min 29 s     |
| 7.º | Lennert Van Eetvelt | Lotto Dstny                | + 5 min 32 s     |
| 8.º | Florian Lipowitz    | Red Bull-Bora-Hansgrohe    | + 5 min 35 s     |
| 9.º | Felix Gall          | Decathlon-AG2R La Mondiale | + 5 min 38 s     |
| 10.º | Mattias Skjelmose   | Lidl-Trek                  | + 5 min 49 s     |

### Clasificación por puntos[4]
| Clasificación por puntos | Clasificación por puntos | Clasificación por puntos   | Clasificación por puntos | Clasificación por puntos |
| Ciclista                 | Ciclista                 | Equipo                     | Puntos                   |                          |
| ------------------------ | ------------------------ | -------------------------- | ------------------------ | ------------------------ |
| 1.º                      | Wout van Aert            | Team Visma \| Lease a Bike | 203 pts                  |                          |
| 2.º                      | Kaden Groves             | Alpecin-Deceuninck         | 162 pts                  |                          |
| 3.º                      | Pavel Bittner            | Team dsm-firmenich PostNL  | 81 pts                   |                          |
| 4.º                      | Mathias Vacek            | Lidl-Trek                  | 57 pts                   |                          |
| 5.º                      | Stefan Küng              | Groupama-FDJ               | 51 pts                   |                          |
| 6.º                      | Ben O'Connor             | Decathlon-AG2R La Mondiale | 50 pts                   |                          |
| 7.º                      | Corbin Strong            | Israel-Premier Tech        | 49 pts                   |                          |
| 8.º                      | Pau Miquel               | Equipo Kern Pharma         | 48 pts                   |                          |
| 9.º                      | Xabier Isasa             | Euskaltel-Euskadi          | 40 pts                   |                          |
| 10.º                     | Lennert Van Eetvelt      | Lotto Dstny                | 39 pts                   |                          |

### Clasificación de la montaña[5]
| Clasificación de la montaña | Clasificación de la montaña | Clasificación de la montaña | Clasificación de la montaña | Clasificación de la montaña |
| Ciclista                    | Ciclista                    | Equipo                      | Puntos                      |                             |
| --------------------------- | --------------------------- | --------------------------- | --------------------------- | --------------------------- |
| 1.º                         | Sylvain Moniquet            | Lotto Dstny                 | 16 pts                      |                             |
| 2.º                         | Primož Roglič               | Red Bull-Bora-Hansgrohe     | 15 pts                      |                             |
| 3.º                         | Filippo Zana                | Team Jayco AlUla            | 11 pts                      |                             |
| 4.º                         | Pelayo Sánchez              | Movistar Team               | 10 pts                      |                             |
| 5.º                         | Luis Ángel Maté             | Euskaltel-Euskadi           | 9 pts                       |                             |
| 6.º                         | Ben O'Connor                | Decathlon-AG2R La Mondiale  | 9 pts                       |                             |
| 7.º                         | Bruno Armirail              | Decathlon-AG2R La Mondiale  | 7 pts                       |                             |
| 8.º                         | Lennert Van Eetvelt         | Lotto Dstny                 | 6 pts                       |                             |
| 9.º                         | Jay Vine                    | UAE Team Emirates           | 6 pts                       |                             |
| 10.º                        | Marco Frigo                 | Israel-Premier Tech         | 5 pts                       |                             |

### Clasificación de los jóvenes[6]
| Clasificación del mejor joven | Clasificación del mejor joven | Clasificación del mejor joven | Clasificación del mejor joven | Clasificación del mejor joven |
| Ciclista                      | Ciclista                      | Equipo                        | Tiempo                        |                               |
| ----------------------------- | ----------------------------- | ----------------------------- | ----------------------------- | ----------------------------- |
| 1.º                           | Antonio Tiberi                | Bahrain Victorious            | 27 h 49 min 36 s              |                               |
| 2.º                           | Lennert Van Eetvelt           | Lotto Dstny                   | + 3 s                         |                               |
| 3.º                           | Florian Lipowitz              | Red Bull-Bora-Hansgrohe       | + 6 s                         |                               |
| 4.º                           | Mattias Skjelmose             | Lidl-Trek                     | + 20 s                        |                               |
| 5.º                           | Isaac Del Toro                | UAE Team Emirates             | + 48 s                        |                               |
| 6.º                           | Carlos Rodríguez              | Ineos Grenadiers              | + 52 s                        |                               |
| 7.º                           | Max Poole                     | Team dsm-firmenich PostNL     | + 3 min 35 s                  |                               |
| 8.º                           | Thymen Arensman               | Ineos Grenadiers              | + 3 min 36 s                  |                               |
| 9.º                           | Mauri Vansevenant             | Soudal Quick-Step             | + 6 min 45 s                  |                               |
| 10.º                          | Matthew Riccitello            | Israel-Premier Tech           | + 9 min 14 s                  |                               |

### Clasificación por equipos[7]
| Clasificación por equipos | Clasificación por equipos  | Clasificación por equipos | Clasificación por equipos |
| Equipo                    | Equipo                     | Tiempo                    |                           |
| ------------------------- | -------------------------- | ------------------------- | ------------------------- |
| 1.º                       | Decathlon-AG2R La Mondiale | 83 h 23 min 27 s          |                           |
| 2.º                       | UAE Team Emirates          | + 5 min 08 s              |                           |
| 3.º                       | Red Bull-Bora-Hansgrohe    | + 5 min 25 s              |                           |
| 4.º                       | Israel-Premier Tech        | + 8 min 03 s              |                           |
| 5.º                       | Movistar Team              | + 8 min 49 s              |                           |
| 6.º                       | Ineos Grenadiers           | + 11 min 19 s             |                           |
| 7.º                       | Bahrain Victorious         | + 11 min 29 s             |                           |
| 8.º                       | Groupama-FDJ               | + 12 min 50 s             |                           |
| 9.º                       | Team Visma \| Lease a Bike | + 15 min 55 s             |                           |
| 10.º                      | Soudal Quick-Step          | + 17 min 05 s             |                           |

## Abandonos
- Andreas Kron (Lotto Dstny) no tomó la salida.
- Damiano Caruso (Bahrain Victorious) no tomó la salida.